# Gasterosteus
Gasterosteus é um género de peixes da família Gasterosteidae.
O género inclui as seguintes seis espécies:
- Gasterosteus aculeatus Linnaeus, 1758
- Gasterosteus crenobiontus Băcescu & Mayer, 1956
- Gasterosteus islandicus Sauvage, 1874
- Gasterosteus microcephalus Girard, 1854
- Gasterosteus nipponicus Higuchi, Sakai & Goto, 2014
- Gasterosteus wheatlandi Putnam, 1867